# Надречное (Бережанская городская община)

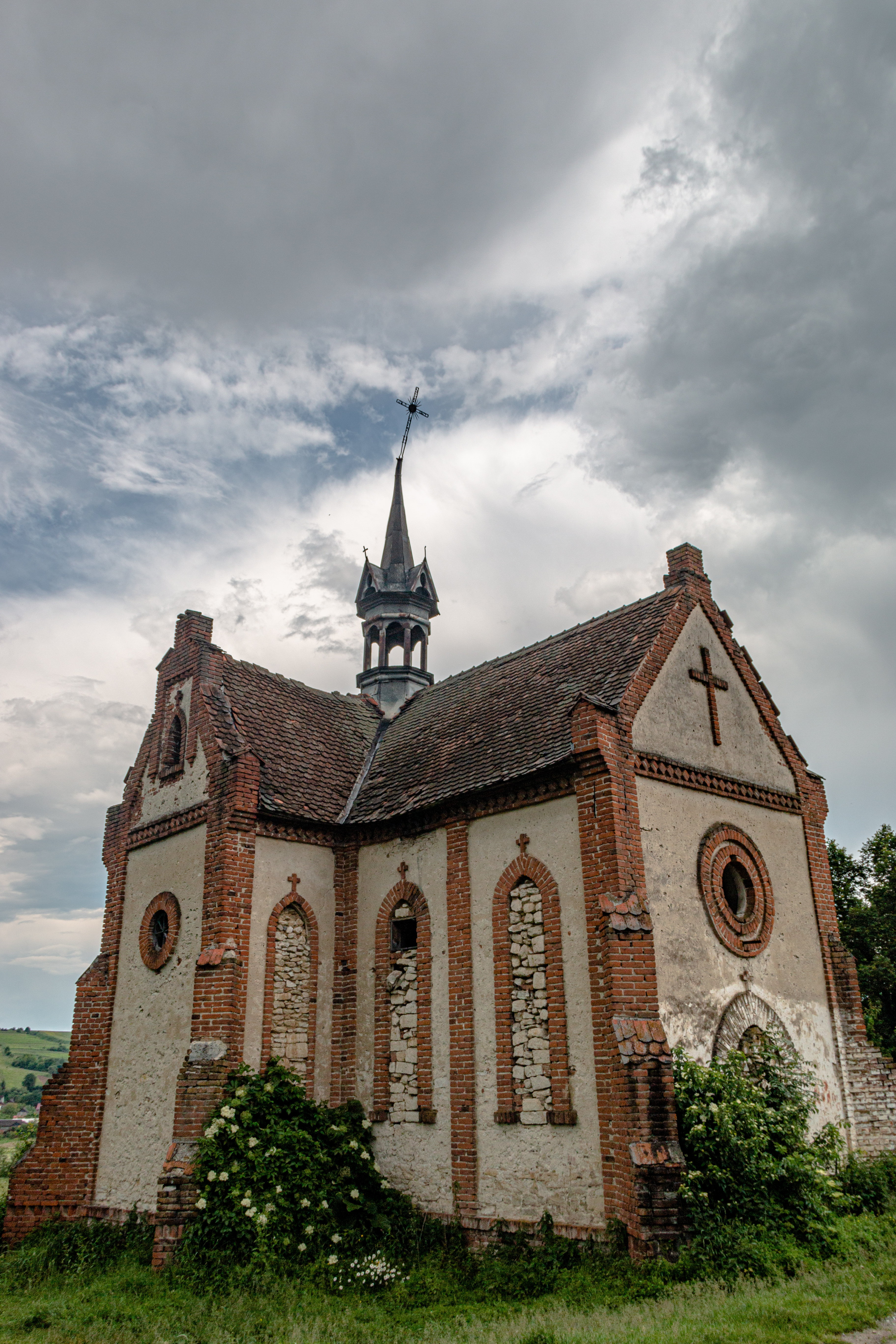
Костёл в Надречном

Надречное (укр. Надрічне) — село в Бережанской городской общине Тернопольского района Тернопольской области Украины.
До 2020 года входило в Бережанский район.
Код КОАТУУ — 6120484901. Население по переписи 2001 года составляло 793 человека.

## Географическое положение
Село Надречное находится на берегу реки Восточная Золотая Липа, выше по течению на расстоянии в 0,5 км расположено село Урмань, ниже по течению на расстоянии в 1 км расположено село Гиновичи.

## История
- 1420 год — дата основания как село Дрищев.
- В 1946 году переименовано в село Надречное[2].

## Объекты социальной сферы
- Школа I—II ст.
- Клуб.